# Daytime Emmy Award

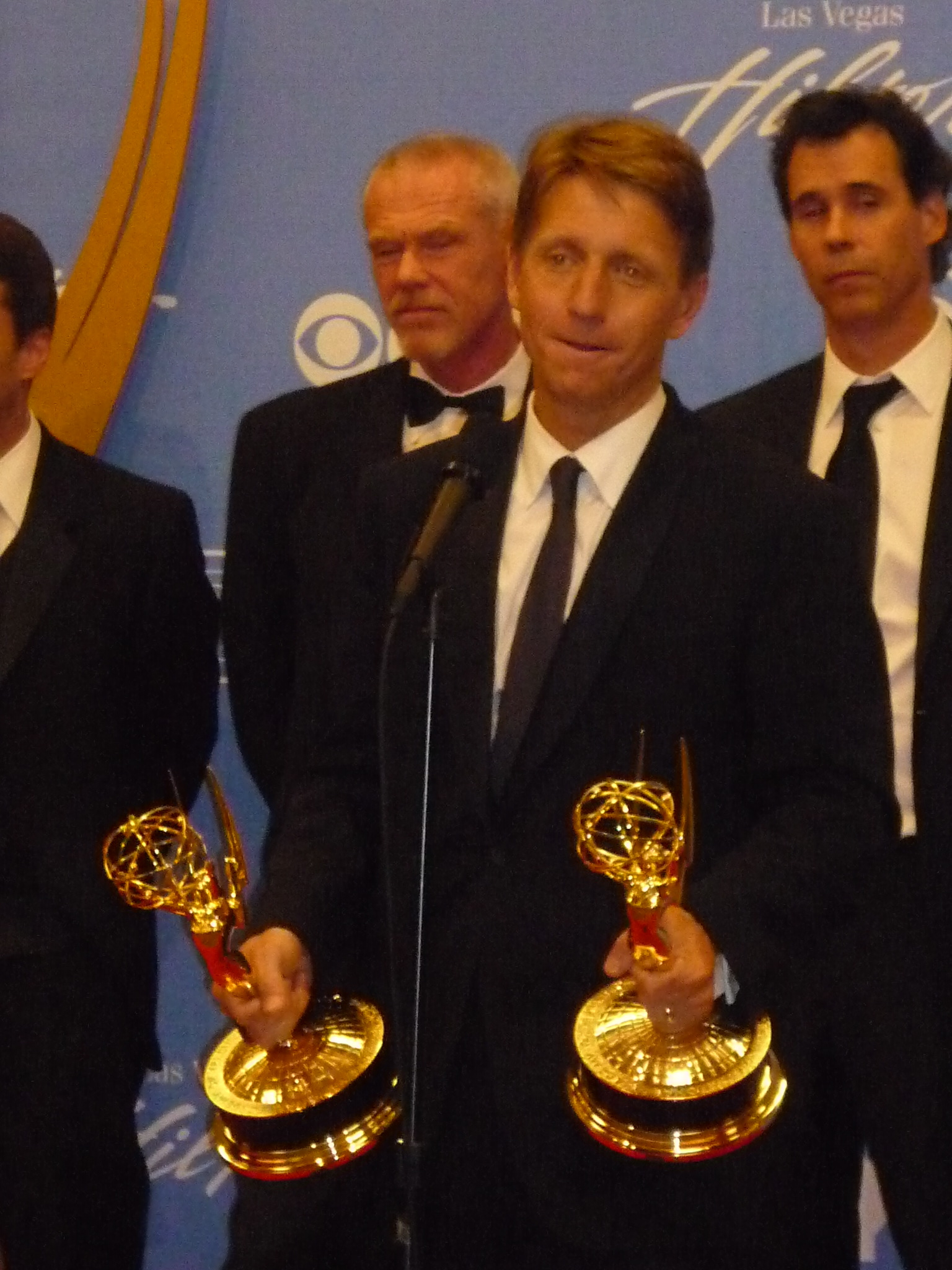
TV-Produzent und -Autor Bradley Bell mit zwei Daytime Emmies für seine Arbeit an der Seifenoper The Bold and the Beautiful, 2010

Der Daytime Emmy Award ist ein Fernsehpreis der National Academy of Television Arts and Sciences in New York City und der Academy of Television Arts & Sciences in Los Angeles für Fernsehsendungen des US-amerikanischen Fernsehprogrammes, die außerhalb der Hauptsendezeit ausgestrahlt werden und ergänzt damit den Primetime Emmy Award. Die Verleihung findet meist im Mai oder Juni eines Jahres statt.
Die Emmys gelten als wichtigste amerikanische Fernsehpreise, äquivalent zum Oscar (für Kinofilme), dem Grammy Award (für Musik) und dem Tony Award (für Theaterproduktionen).

## Geschichte
Die ersten Emmy Awards für Sendungen während des Tages wurde 1972 im Rahmen der Primetime-Verleihung vergeben, als The Doctors und General Hospital für den Emmy als Outstanding Achievement in a Daytime Drama nominiert waren. The Doctors gewann den ersten Best Show Daytime Emmy. Außerdem wurde der Preis für Outstanding Achievement by an Individual in a Daytime Drama an Mary Fickett von All My Children vergeben. Bereits 1968 wurde einmal die Kategorie Outstanding Achievement in Daytime Programming hinzugefügt. Die Jury entschied sich jedoch gegen eine Verleihung des Preises. Dies sorgte für eine Beschwerde von Another World-Schreiberin Agnes Nixon, die ihren Unmut in der New York Times kundtat.
Der Schauspieler John Beradino von General Hospital war schließlich einer der größten Befürworter, dass auch das Werk der Menschen, die an Daytime-Serien arbeiteten, anerkannt und mit einem eigenen Preis versehen werden sollte. Die erste eigene Verleihung fand 1974 im Channel Gardens des Rockefeller Center in New York statt. Moderatoren waren Barbara Walters und Peter Marshall. Heute findet die Verleihung üblicherweise in der Radio City Music Hall statt, wobei gelegentlich auf den Madison Square Garden ausgewichen wird. 2006 fand die Emmy-Verleihung erstmals außerhalb von New York, im Kodak Theatre in Los Angeles statt. Dort fanden auch die Verleihungen von 2007 und 2008 statt.
Da nur wenige Akteure im Tagesprogramm involviert sind, kommt es vor, dass häufig die gleichen Menschen mehrfach nominiert wurden. Ein bekanntes Beispiel ist All My Children-Darstellerin Susan Lucci, die insgesamt 18 mal nominiert war, bevor sie 1999 einen Daytime Emmy for Best Actress erhielt.
2003, als Antwort auf Kritik am Nominierungssystem, das Serien mit einer großen Besetzung benachteiligte, wurde eine weitere Wahlrunde eingeführt. So werden heute „Vornominierungen“ abgehalten, bei denen ein oder zwei Schauspieler der jeweiligen Show vornominiert werden, um dann schließlich in einer zweiten Runde endgültig nominiert zu werden.

## Ausstrahlung
Die Verleihung wurde ursprünglich zur Mittagszeit ausgestrahlt. 1991 wurde die Verleihung in die Abendstunden verlegt. Viele Specials wurden vor der Liveübertragung ausgestrahlt, um die Zuschauer auf die Verleihung aufmerksam zu machen. ABC und Disneys Kabelkanal SoapNet sendeten bereits einen Monat zuvor ein Special, zusätzlich wird der Empfang auf dem roten Teppich und die After-Show-Party dort ausgestrahlt. Als NBC die Verleihungen übertrug, wurden Spezial-Episoden ihrer Serien, wie beispielsweise Another World: Summer Desire gezeigt. Als der Sendeplatz dann CBS zugesprochen wurde, wurde die erste Stunde mit The Price Is Right-Specials, unter anderem einem United-States-Navy-Special und 2007 mit einer Wiederholung einer Folge mit Originalmoderator Bob Barker gefüllt.
Viele Jahre lang wurde die Show von Dick Clark produziert, selbst ein vielfach geehrter Moderator, der zudem einen Emmy für sein Lebenswerk erhalten hatte. Von 2004 bis 2008 produzierte White Cherry Entertainment die Show.
Im August 2009 wurde die Show erstmals von The CW ausgestrahlt. Die Ausstrahlung hatte sehr schwache Einschaltquoten, war aber dennoch für den Sender ein Erfolg. Die 37. und 38. Ausgabe der Daytime Emmy Awards wurde im Juni 2010 bzw. 2011 auf CBS ausgestrahlt. 2012 übernahm HLN, ab 2014 erfolgte die Ausstrahlung als Livestream im Internet. Seit 2020 wird die Verleihung von CBS wieder im Fernsehen übertragen.

## Kategorien
Daytime Emmys werden in den folgenden Kategorien vergeben:
Programming
- Outstanding Drama Series
- Outstanding Game Show
- Outstanding Talk Show – Entertainment
- Outstanding Talk Show – Informative
- Outstanding Legal/Courtroom Program
- Outstanding Culinary Program
- Outstanding Entertainment News Program

Acting
- Outstanding Lead Actor in a Drama Series
- Outstanding Lead Actress in a Drama Series
- Outstanding Supporting Actor in a Drama Series
- Outstanding Supporting Actress in a Drama Series
- Outstanding Younger Performer in a Drama Series
- Outstanding Guest Performer in a Drama Series

Hosting
- Outstanding Game Show Host
- Outstanding Entertainment Talk Show Host
- Outstanding Informative Talk Show Host
- Outstanding Culinary Host

Writing/Directing
- Directing for a Drama Series
- Writing for a Drama Series

### Creative Arts Daytime Emmys
Creative Arts Emmy Awards werden in den folgenden Kategorien vergeben:
Art Direction
- Art Direction/Set Direction/Scenic Design for a Drama or Daytime Fiction Program
- Art Direction/Set Decoration/Scenic Design for a Series

Casting
- Casting for a Drama or Daytime Fiction program

Kostüme
- Costume Design for a Drama Series
- Costume Design/Styling for a Series

Regie
- Directing in a Lifestyle/Culinary/Travel Program
- Directing in a Talk Show/Morning Program
- Outstanding Special Class Directing

Schnitt
- Multiple Camera Editing for a Drama Series
- Multiple Camera Editing for a Series
- Outstanding Single Camera Editing

Hairstyling
- Hairstyling for a Drama Series
- Hairstyling for a Series

Lighting Direction
- Lighting Direction for a Drama Series
- Lighting Direction for a Series

Makeup
- Makeup for a Drama Series
- Makeup for a Series

Musik
- Music Direction and Composition for a Drama Series
- Music Direction and Composition for a Series
- Original Song – Drama
- Original Song for a Series
- Original Song – Main Title and Promo

Performance
- Outstanding Lifestyle/Culinary Show Host

Programming
- Outstanding Lifestyle Program
- Outstanding Special Class Series
- Outstanding Special Class Special
- Outstanding Special Class – Short Format Daytime Program
- Outstanding Travel Program

Promotional Announcement
- Promotional Announcement – Episodic
- Promotional Announcement – Institutional

Sound Editing and Mixing
- Live and Direct to Tape Sound Mixing for a Drama Series
- Live and Direct to Tape Sound Mixing
- Sound Mixing and Editing for a Drama or Daytime Fiction Program
- Sound Mixing and Sound Editing
- Sound Editing – Live Action
- Sound Mixing – Live Action

Technical Direction
- Single Camera Photography
- Technical Team for a Drama Series
- Technical Team for a Series

Writing
- Special Class Writing

## Ehemalige Kategorien
Programming
- Outstanding Children/Youth/Family Special (1974–2007)
- Outstanding Children’s Animated Program
- Outstanding Pre-School Children’s Animated Program
- Outstanding Children’s Series
- Outstanding Pre-School Children’s Series
- Outstanding Special Class Animated Program
- Outstanding Digital Daytime Drama Series (2011–2021)
- Outstanding Morning Program (2007–2021)
- Outstanding Talk Show (1974–2007)

Acting
- Outstanding Younger Actor in a Drama Series (1985–2019)
- Outstanding Younger Actress in a Drama Series (1985–2019)

Hosting
- Outstanding Talk Show Host (1974–2014)

Casting
- Casting for an Animated Series or Special
- Casting for a Children’s Program

Directing
- Directing in an Animated Program
- Directing in a Preschool Animated Program
- Directing in a Children’s Series
- Directing Team for a Daytime Fiction Program
- Voice Directing for a Animated Series
- Directing in a Game/Audience Participation Show (removed in 2006)
- Directing in a Game Show (2015–2020)

Editing
- Editing for an Animated Program
- Editing for a Preschool Animated Program

Individual Achievement in Animation
Music
- Music Direction and Composition for a Preschool, Children’s or Animated Program
- Original Song in a Children’s, Young Adult or Animated Program
- Original Song for a Preschool, Children’s or Animated Program

New Approaches
- New Approaches – Enhancement to a Daytime Program or Series
- New Approaches – Original Daytime Program or Series

Performance
- Outstanding Performer in a Children/Youth/Family Special (1989–2007)
- Outstanding Musical Performance in a Daytime Program (2016–2019)
- Outstanding Performer in an Animated Program
- Outstanding Performer in a Preschool Animated Program
- Outstanding Performer in Children’s Programming
- Younger Performer in a Children’s Program

Sound Editing and Mixing
- Film Sound Editing (1985–1995)
- Film Sound Mixing (1985–1995)
- Sound Editing (1996–2002)
- Sound Mixing (1996–2002)
- Sound Editing – Special Class (1996–2002)
- Sound Mixing – Special Class (1996–2002)
- Sound Editing – Live Action or Animation (2003–2011)
- Sound Mixing – Live Action or Animation (2003–2011)
- Sound Mixing and Sound Editing for a Animated Program
- Sound Mixing and Sound Editing for a Preschool Animated Program
- Sound Editing – Animation
- Sound Editing for a Preschool Animated Program
- Sound Mixing – Animation
- Sound Mixing for a Preschool Animated Program

Writing
- Outstanding Writing in an Animated Program (1992–1994, 2009–2021)
- Outstanding Writing For A Children’s Series
- Outstanding Writing in a Preschool Animated Program

Spanish programming/talent
- Outstanding Morning Program in Spanish
- Outstanding Entertainment Program in Spanish
- Outstanding Daytime Talent in Spanish

## Am häufigsten ausgezeichnete Personen
- Justin Deas (6) (1984, 1988–1989, 1994–1995, 1997)
- Anthony Geary (6) (1982, 1999–2000, 2004, 2006, 2008)
- Erika Slezak (6) (1984, 1986, 1992, 1995–1996, 2005)
- David Canary (5) (1986, 1988–1989, 1993, 2001)
- Susan Flannery (4) (1975, 2000, 2002–2003)
- Ellen DeGeneres (4) (2005, 2006, 2007, 2008)
- Jonathan Jackson (4) (1995, 1998–1999, 2011)
- Kim Zimmer (4) (1985, 1987, 1990, 2006)
- Peter Bergman (3) (1991–1992, 2002)
- Sarah Brown (3) (1997–1998, 2000)
- Jennifer Finnigan (3) (2002–2004)
- Helen Gallagher (3) (1976–1977, 1988)
- Rick Hearst (3) (1991, 2004, 2007)
- Eartha Kitt (3) (2007, 2008, 2010)
- Michael E. Knight (3) (1986–1987, 2001)
- Jennifer Landon (3) (2006–2008)
- Christian LeBlanc (3) (2005, 2007, 2009)
- Heather Tom (3) (1993, 1999, 2011)
- Barbara Walters (3) (1975, 2003, 2009)
- David Letterman (2) (2× 1981)
- Julia Barr (2) (1990, 1998)
- Julie Marie Berman (2) (2009–2010)
- Larry Bryggman (2) (1984, 1987)
- LeVar Burton (2) (2001–2002)
- Martha Byrne (2) (1987, 2001)
- Macdonald Carey (2) (1974–1975)
- Whoopi Goldberg (2) (2002, 2009)
- Susan Haskell (2) (1994, 2009)
- Elizabeth Hubbard (2) (1974, 1976)
- Judith Light (2) (1980–1981)
- Dorothy Lyman (2) (1982–1983)
- Kevin Mambo (2) (1996–1997)
- Cady McClain (2) (1990, 2004)
- Kimberly McCullough (2) (1989, 1996)
- Michael Park (2) (2010–2011)
- Tom Pelphrey (2) (2006, 2008)
- John Wesley Shipp (2) (1986, 1987)
- Kristoff St. John (2) (1992, 2008)
- Michelle Stafford (2) (1997, 2004)
- Gina Tognoni (2) (2006, 2008)
- Jerry verDorn (2) (1995–1996)
- Jess Walton (2) (1991, 1997)
- Douglass Watson (2) (1980–1981)
- Maura West (2) (2007, 2010)
- Ellen Wheeler (2) (1986, 1988)
- Darnell Williams (2) (1983, 1985)